# Cueva Ventana
Cueva Ventana es una gran cueva situada en una montaña de piedra caliza en Arecibo, Puerto Rico con vistas al valle del Río Grande de Arecibo. Es visible desde la carretera PR-123, pero es accesible desde un sendero que comienza junto a una gasolinera situado a lo largo de la carretera PR-10 en el kilómetro 75. La cueva y tierras aledañas son de propiedad privada.

## Turismo
La cueva es una atracción turística popular para los puertorriqueños y turistas que visitan fuera de Puerto Rico. Un precio inicial de admisión fue establecida por el propietario de la estación de gasolina para entrar al camino hacia la cueva de los sábados y domingos debido a su popularidad. El número de visitantes se encuentra en su más popular tanto en sábados y domingos desde la mañana hasta una hora antes del anochecer. En enero de 2013, un precio de admisión se estableció a diario y más tarde aumentó al siguiente mes. Un proyecto de paseo tablado se construyó a partir de la estación de gasolina hasta unos 200 pies hacia la verada, así como un pequeño estacionamiento sobre una meseta detrás de la gasolinera. Después de un aumento de la popularidad y de visitas, diferentes tasas de admisión fueron establecidas para ciertos días de la semana, proveyendo el equipo de seguridad necesario para la visita guiada de 45 minutos. También ofrecen visitas nocturnas los miércoles y jueves.

## En cultura popular
Entre febrero y marzo de 2009, Disney Channel filmó Wizards of Waverly Place: The Movie en Puerto Rico con escenas rodadas en el interior de la cueva, así como una tierra que se encuentra en el valle del Río Grande de Arecibo frente a la montaña de piedra caliza donde se encuentra la cueva. En 2011, la cueva fue utilizada como uno de los lugares donde se centra la miniserie televisiva inglesa Treasure Island, del 2012. La producción cinematográfica más recientemente filmada dentro de la cueva fue la película Runner Runner, durante el invierno del 2013

## Problemas de vandalismo
En noviembre de 2012, el Gobierno Municipal de Arecibo planeaba hablar con el dueño de la gasolinera para comprar los terrenos adyacentes y transferirlos al Departamento de Recursos Naturales y Ambientales para protegerla de vandalismo.